# Observatorio Wise
El Observatorio Wise (en inglés: Florence and George Wise Observatory o simplemente Wise Observatory)(código UAI 097) es un observatorio astronómico propiedad de la Universidad de Tel Aviv, que también lo opera. Está localizado 5 km al oeste de la ciudad de Mitzpe Ramon en el desierto del Néguev, cerca del borde del cráter Ramon. Es el único observatorio astronómico profesional de Israel.

## Historia
Fundado en octubre de 1971 como colaboración entre la Universidad de Tel Aviv y el Instituto Smithsoniano, su nombre rememora a George S. Wise, primer Presidente de la Universidad de Tel Aviv. El observatorio es un laboratorio de investigación de la citada Universidad de Tel Aviv. Pertenece a la Facultad de Ciencias Exactas Raymond y Beverly Sackler, y sirve principalmente al personal y estudiantes de posgrado del Departamento de Astronomía y Astrofísica de la Escuela de Físicas y Astronomía, y del Departamento de Geofísicas y Ciencias Planetarias. Tradicionalmente, el director del Observatorio Wise es nombrado por el decano de la Universidad de Ciencias Exactas de Tel Aviv entre el personal académico sénior del Departamento de Astronomía y Astrofísica.
Los directores del Observatorio Wise desde su fundación han sido:
- Uri Feldman (1971–1973)
- Asher Gottesman (1973–1975)
- Dror Sadeh (1975–1977)
- Elia Leibowitz (1977–1980)
- Hagai Netzer (1980–1983)
- Elia Leibowitz (1983–1988)
- Tsevi Mazeh (1988–1990)
- Hagai Netzer (1990–1991)
- Elia Leibowitz (1991–1998)
- Dan Maoz (1998–2000)
- Noah Brosch (2000–2006)
- Tsevi Mazeh (2006–febrero de 2007)
- Noah Brosch (febrero de 2007–2010)
- Tsevi Mazeh (2011–2012)
- Dan Maoz (desde 2012)

## Emplazamiento
El número de noches claras (nubosidad cero) en el emplazamiento del Observatorio Wise es aproximadamente 170 por año. El número de noches útiles, con parte de la noche libre de nubes, es aproximadamente de 240. La mejor temporada, cuando prácticamente ninguna nube se observa, es de junio a agosto, mientras la posibilidad más alta para la aparición de nubes es entre enero y abril. Los vientos son normalmente moderados, principalmente del noreste y del norte. Velocidades del viento de tormenta (superiores a 40 km/h) son muy raras. La velocidad del viento tiende a disminuir por la noche. Los gradientes de temperatura son pequeños y bastante moderados. La humedad relativa media es bastante alta, con tendencia a bajar por la noche de abril a agosto.
La apreciación media es de aproximadamente 2-3 segundos de arco. Unas cuantas noches de buenas condiciones permiten observar 1" o menos, mientras algunas otras la apreciación se sitúa en los 5" o más.
Una ventaja importante del Observatorio Wise es su ubicación de ~ 35°E en el hemisferio norte, lo que le brinda la posibilidad de cooperar con observatorios en otras longitudes en estudios de series temporales. Tales proyectos implican la búsqueda de oscilaciones estelares dentro del proyecto internacional Whole Earth Telescope, controlando el efecto de microlentes gravitatorias, y formando parte de campañas combinadas en las que intervienen observatorios espaciales junto con otros basados en tierra.

## Puntos destacados de búsqueda y descubrimientos
| Asteroides descubiertos: 25 | Asteroides descubiertos: 25 |
| --- | --------------------------- |
| (9804) 1997 NU [A] | 1 de julio de 1997          |
| (148094) 1999 GP6 [3] | 15 de abril de 1999         |
| (36031) 1999 NG64 [3] | 10 de julio de 1999         |
| (137217) Racah [1] | 8 de julio de 1999          |
| (249712) 2000 QU68 [3] | 24 de agosto de 2000        |
| (139308) 2001 KH20 [3] | 22 de mayo de 2001          |
| (193766) 2001 MW1 [3] | 18 de junio de 2001         |
| (239963) 2001 MX1 [3] | 18 de junio de 2001         |
| (128054) Eranyavneh [2] | 28 de junio de 2003         |
| (143644) 2003 OE3 [2] | 23 de julio de 2003         |
| (161315) de Shalit [2] | 19 de agosto de 2003        |
| (163762) 2003 OH20 [2] | 25 de julio de 2003         |
| (170813) 2004 DW71 [2] | 25 de febrero de 2004       |
| (172425) Taliajacobi [2] | 25 de julio de 2003         |
| (159871) 2004 QF17 [3] | 23 de agosto de 2004        |
| (191671) 2004 QC20 [3] | 25 de agosto de 2004        |
| (202002) 2004 QW7 [3] | 22 de agosto de 2004        |
| (227033) 2005 AM26 [3] | 11 de enero de 2005         |
| (230635) 2003 QO3 [2] | 18 de agosto de 2003        |
| (232498) 2003 QT5 [2] | 19 de agosto de 2003        |
| (254166) 2004 QP5 [3] | 20 de agosto de 2004        |
| (260585) 2005 EJ287 [3] | 5 de marzo de 2005          |
| (317702) 2003 QN3 [2] | 17 de agosto de 2003        |
| (323186) 2003 OE16 [3] | 24 de julio de 2003         |
| (323506) 2004 QF28 [3] | 23 de agosto de 2004        |
| Descubrimiento acreditado a: [A]: E. O. Ofek [1]: I. Manulis y A. Gal-Yam [2]: D. Polishook [3]: Observatorio Wise (hasta 2016) |                             |

Un proyecto para controlar fotométricamente y espectroscópicamente núcleos galácticos activos (AGNs) todavía está operativo, tras aproximadamente 30 años de recolección de datos. Otros proyectos importantes incluyen la búsqueda de supernovas y planetas extrasolares (por tránsito o efecto lente), e investigaciones de procesos de formación de estrellas en galaxias a través del análisis de imágenes tomadas mediante filtros de banda ancha y estrecha. Últimamente se ha hecho énfasis en el estudio de objetos próximos a la Tierra (NEOs en inglés), centrándose en sus propiedades rotacionales a partir de sus fluctuaciones lumínicas.
Hasta 2016, el Observatorio Wise ha sido acreditado por el Centro de Planetas Menores con el descubrimiento de 17 asteroides durante el período 1999–2007. Además, otros 8 planetas menores fueron descubiertos en el Observatorio Wise, aunque han sido asignados a astrónomos individuales como David Polishook (véase tabla adjunta y notas).

## Equipamiento

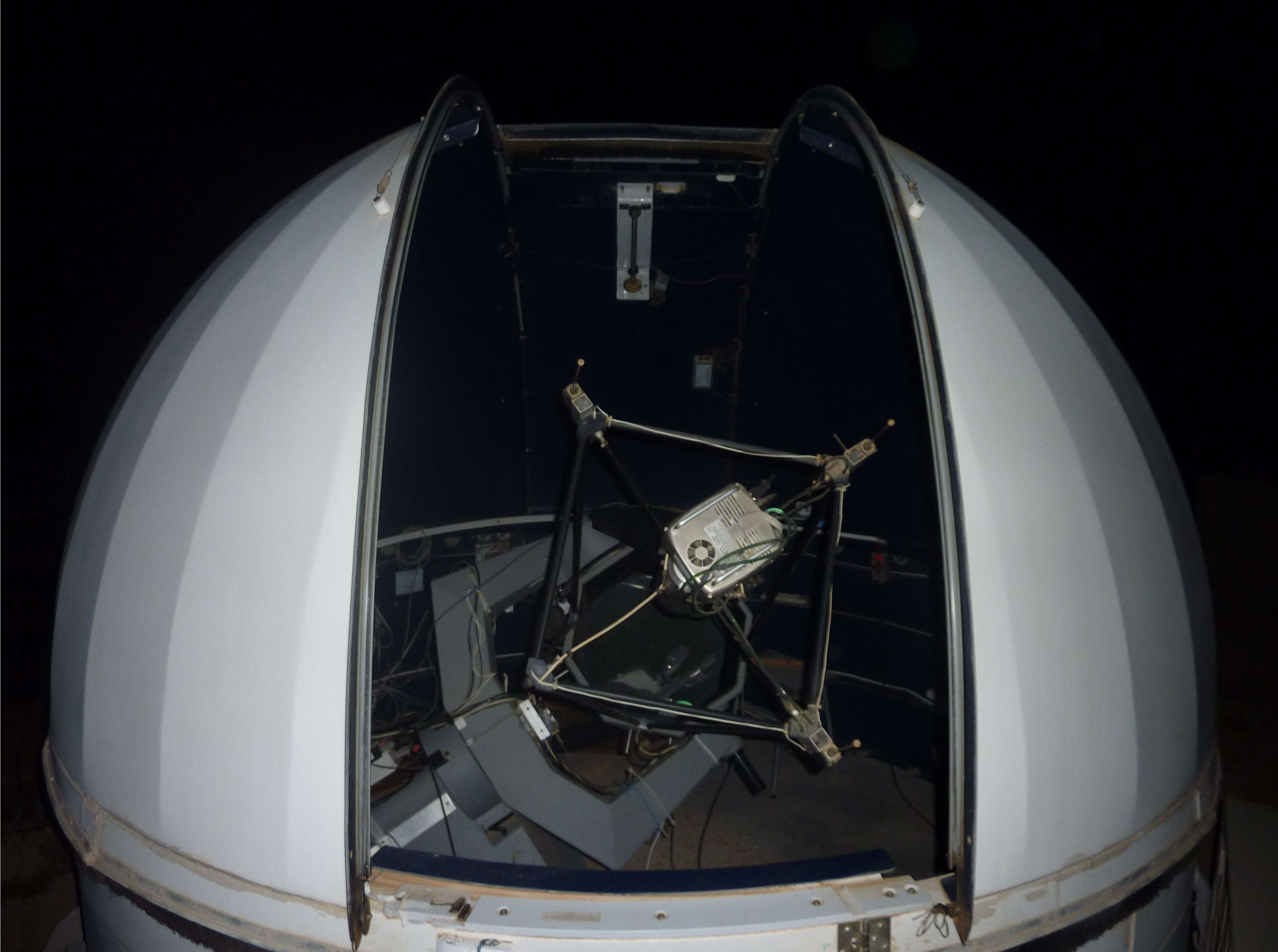
El telescopio pequeño de 46 cm en su domo

El observatorio opera un telescopio reflector de un metro de diámetro Boller and Chivens, un instrumento de amplio campo de visión del tipo Ritchey-Chrétien sobre una montura ecuatorial. Este telescopio era originalmente gemelo del instalado en el Observatorio Las Campanas, aunque ambos se han ido diferenciando tras sucesivas reformas a lo largo de los años. También posee dos cámaras CCD, un fotómetro tipo "Nather", y un espectrógrafo modernizado (más el original instalado por Boller and Chivens). El fotómetro fotoeléctrico y el antiguo espectrógrafo llevan sin utilizarse más de una década.
Un telescopio de 46 cm controlado por ordenador se añadió al Observatorio Wise en 2004, principalmente dedicado al trabajo con planetas menores. Financiado por la Agencia Espacial de Israel como parte de un Centro Nacional de Conocimiento de Objetos Cercanos a la Tierra, el telescopio y su cámara, incluyendo el domo, pueden ser operados remotamente.
En 2013 se añadió un telescopio de 70 cm (28 pulgadas), denominado Jay Baum Rich Telescope, encargado de las operaciones robóticas rutinarias.
Un telescopio de 50 cm y campo ancho se instaló en 2016, formando parte del programa auspiciado por el Instituto de Astronomía y Ciencias Espaciales de Corea, denominado OWL-Net, dedicado a la adquisición de información orbital de satélites LEO por medios ópticos.